# هرتزغوين الشرقية
نتعتبر منطقة شرق الهرتزغوين، وهي الجزء الشرقي التاريخي من إقليم الهرتزغوين في دولة البوسنة والهرسك و التي تقع شرق نهر نيريتفا، جزءاً من كيان جمهورية صرب البوسنة . تشكل العرقية الصربية االأغلبية العظمى من السكان القاطنون في في المدن الرئيسية من هذه المنطقة و هي أربعة مدن: تريبينيي ونيفسينجي وفوكا وبيليكا.
أما منطقة الهرتزغوين الغربية، الواقعة غرب نهر نيرتيفا، فقد أصبحت في يومنا هذا جزءاً إدارياً من كانتون الهرسك_ نيريتفا و كانتون غرب الهرسك، فيسكنها في الدرجة الأولى السكان من العرقية الكرواتية. و تقع منطقة هرتزغوين الغربية ضمن كيان اتحاد البوسة و الهرسك.[بحاجة لمصدر]وبالانتقال للأجزاء الواقعة في أقصى شرق الهرتزغوين فهي تقع ضمن إقليم الجبل الأسود أو المُسمّى بهرتزغوين القديمة. في عام 1878 أصبحت هذه الأجزاء الواقعة في أقصى الشرق من منطقة الهرتزغوين جزءاً من إمارة الجبل الأسود. و في عام 1991 أعلنت عرقية الصرب المحلية أرض المقاطعة الصربية أرضاً مستقلة. و لاحقاً في عام 1992 تم ضمها كما الأراضي الصربية الأخرى إلى جمهورية صرب البوسنة. و بالإشارة إلى إقليم الوسط في الهرتزغوين فقد سمّي بإقليم تريبيني و الذي يعد من أكثف المدن سكانياً حيث يبلغ تعداد السكان فيه 31.433 نسمة.

## الفترة العثمانية
ظهرت مجموعات من الرعاة المسيحيين في أول هروب عثماني، معلنين أنفسهم على أنهم من الفلاش الذين استقروا في الأجزاء الخالية من شرق الهرسك. في تلك المنطقة، عام 1624، كان لا يزال هناك 14 كنيسة أبرشية كاثوليكية.

## اتحاد بلديات الهرتزغوين
| Settlement     | Population (2013) |
| -------------- | ----------------- |
| Berkovići      | 2,727             |
| Bileća         | 11,536            |
| Gacko          | 9,734             |
| Istočni Mostar | 280               |
| Ljubinje       | 3,756             |
| Nevesinje      | 13,758            |
| Trebinje       | 31,433            |

## معرض الصور

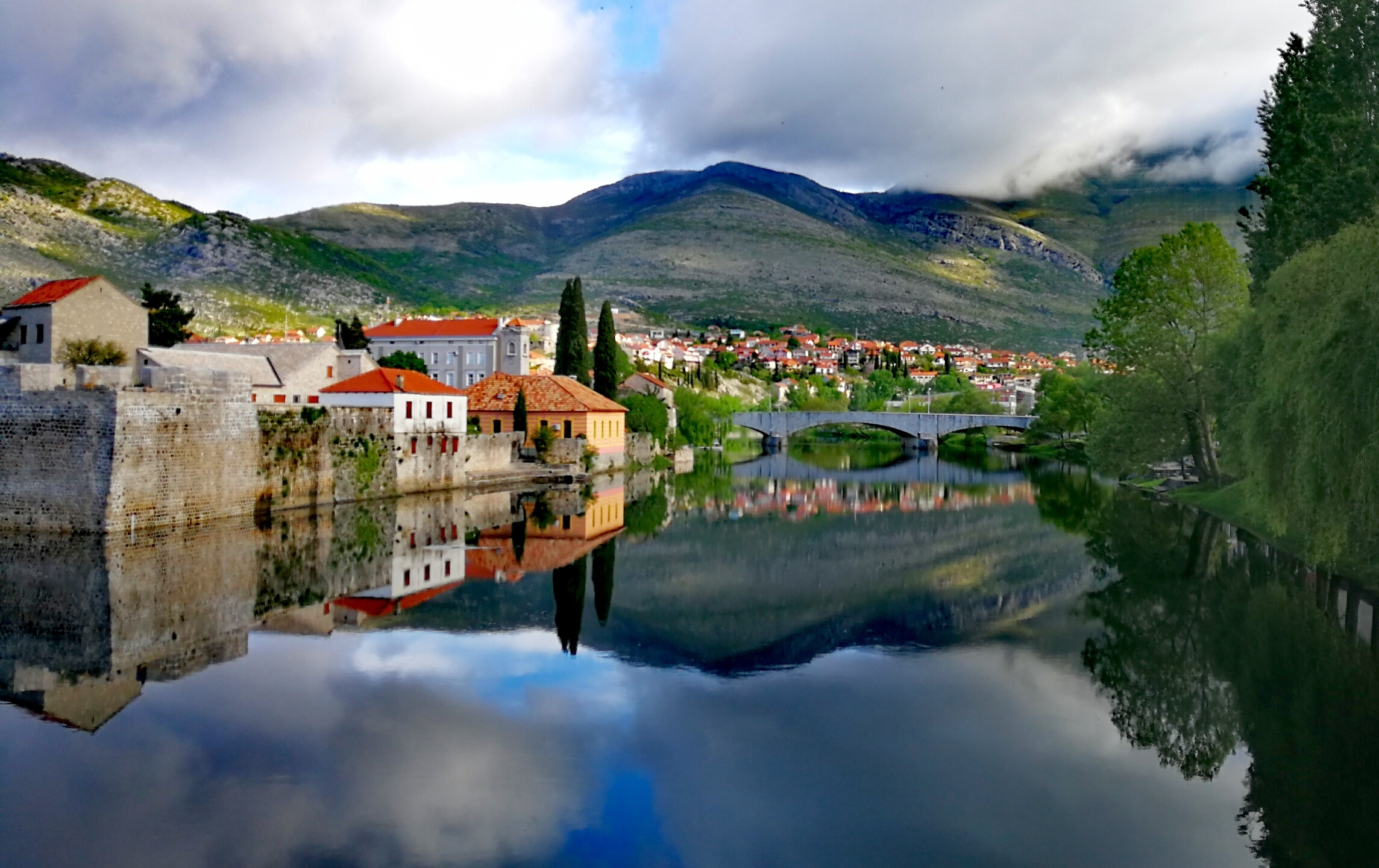
تريبيسنجيسا، على ضفاف نهر تريبيسنجيسا.
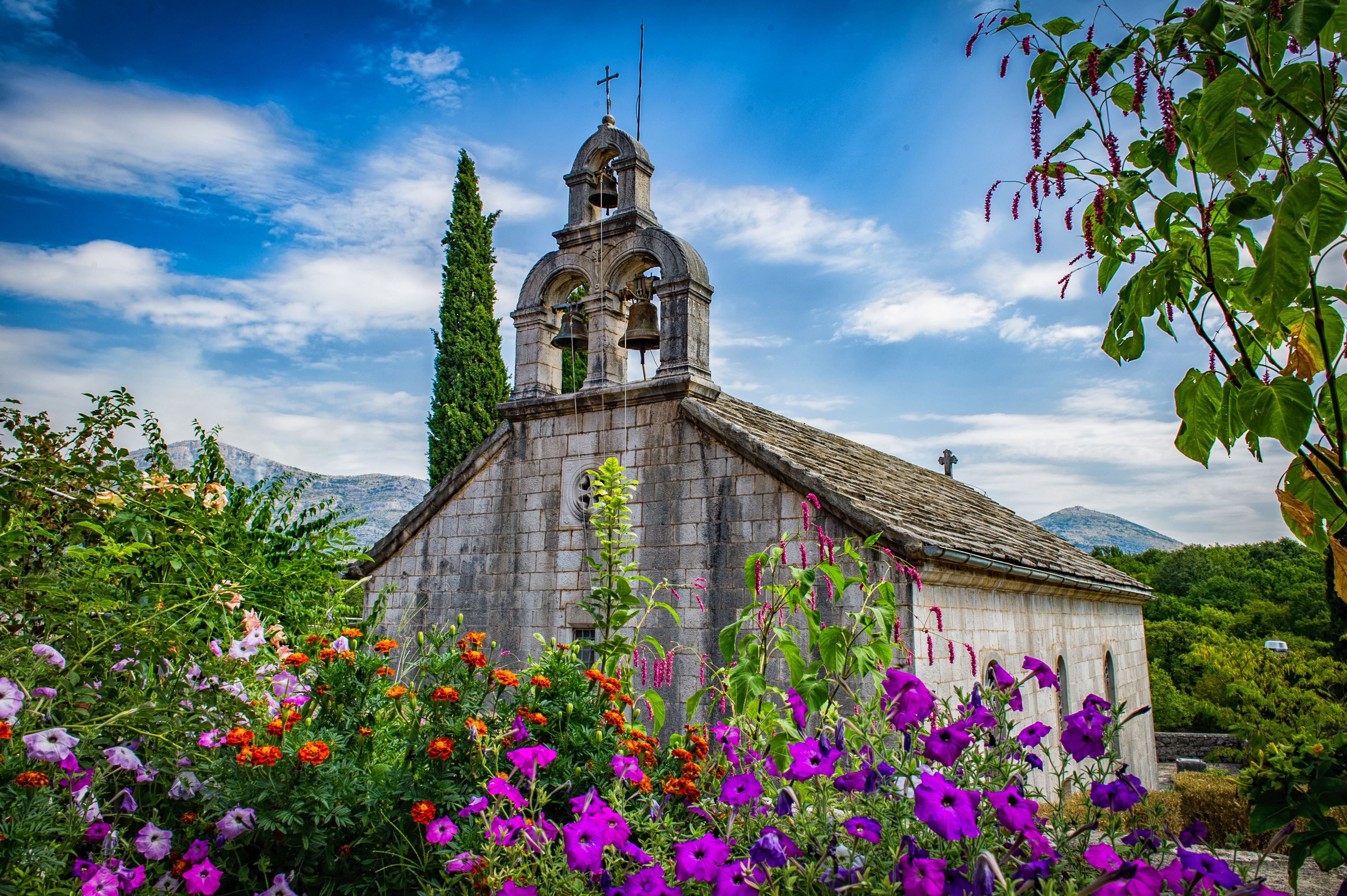
دير دوزي.
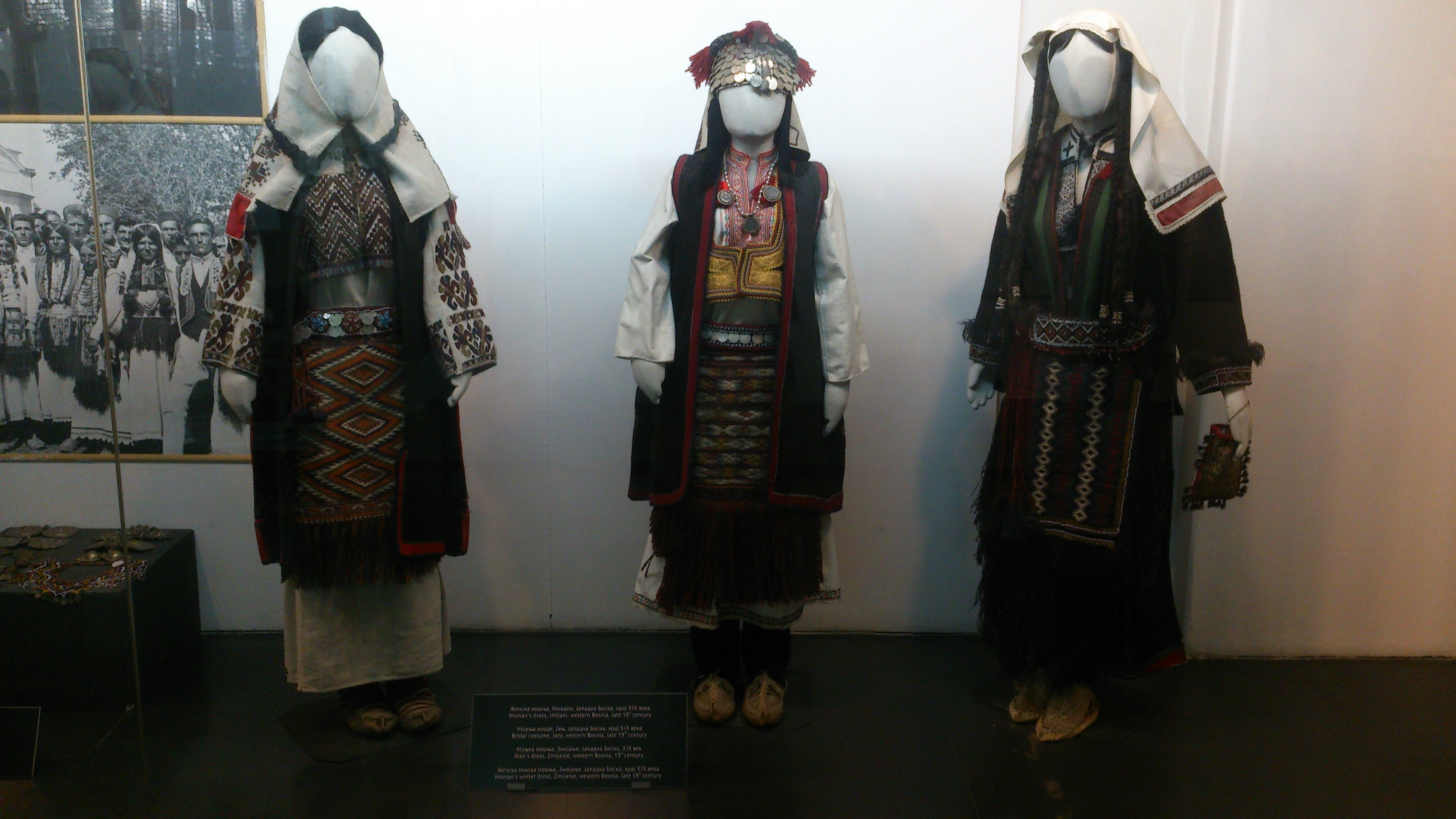
الملابس التقليدية الصربية من قاكو.